# Allium ruhmerianum
Allium ruhmerianum là một loài thực vật có hoa trong họ Amaryllidaceae. Loài này được Asch. ex E.A.Durand & Barratte mô tả khoa học đầu tiên năm 1910.